# Michel Bibard
Michel Bibard (Amboise, 30 novembre 1958) è un ex calciatore francese, di ruolo difensore.

## Carriera
Ha giocato in Francia per il Nantes ed il Paris Saint-Germain, concludendo la carriera in Oman con il Sur Club nella stagione 1991-1992. Ha vinto quattro volte il campionato francese: tre con il Nantes ed uno con il Paris Saint-Germain.
Con la Nazionale di calcio della Francia ha totalizzato 6 presenze, vincendo la medaglia d'oro al torneo olimpico di calcio del 1984 e quella di bronzo al campionato del mondo 1986.

## Palmarès

### Club
- Campionato francese: 4

Nantes: 1977, 1980, 1983
Paris Saint-Germain: 1987

### Nazionale
- Oro olimpico: 1

Los Angeles 1984